# Gowdagere Kaval, Channarayapatna
Gowdagere Kaval là một làng thuộc tehsil Channarayapatna, huyện Hassan, bang Karnataka, Ấn Độ.